# 聖羅斯鎮區 (伊利諾伊州克林頓縣)
聖羅斯鎮區（英語：Saint Rose Township）是位於美國伊利諾伊州克林頓縣的一個行政鎮區。

## 地方資料
根據2010年美國人口普查的數據，聖羅斯鎮區的面積為97.20平方千米，當中陸地面積為97.17平方千米，而水域面積為0.03平方千米。當地共有人口1442人，而人口密度為每平方千米14.84人。